# 吉恩·摩尔
吉恩·摩尔（英語：Gene Moore，1910年6月10日—1998年11月23日）是一位美国设计师和橱窗设计师。摩尔于1955年加入蒂芙尼公司，担任艺术总监兼副总裁。

## 传记
吉恩·摩尔经常被认为是美国设计史上的先驱，也是珠宝巨头蒂芙尼公司品牌形象塑造的重要人物。历史学家马克·C·泰勒称赞摩尔为“美国20世纪最重要的窗户设计师”之一。
摩尔还是1952年女演员奥黛丽·赫本最著名肖像的摄影师。这张照片是摩尔设计的新人体模型的基础。赫本后来在1960年电影《蒂芙尼早餐》的开场白中与摩尔重聚，她饰演蒂芙尼旗舰店的标志性人物霍莉·戈莱特利，在橱窗前喝着早间咖啡。
摩尔在蒂芙尼工作时设计了约五千扇窗户，其中许多窗户上都有他收藏的蜂鸟毛绒玩具。他还因在橱窗中使用现代艺术的概念或作品而闻名，包括罗伯特·劳森伯格、贾斯珀·琼斯、亚历山大·内伊和安迪·沃霍尔的作品。 

## 遗产
1997年，摩尔将他的大部分藏品捐赠给史密森尼学会库珀-休伊特国家设计博物馆。该藏品于2012年转移至美国国家历史博物馆档案中心
他的作品是1996年在纽约时装技术学院博物馆举办的“《珍珠之上的月亮》、吉恩·摩尔的《蒂芙尼的窗户》和《超越》”展览的主题。 